# Salisbury (Connecticut)
Salisbury ist eine Stadt im Litchfield County im Bundesstaat Connecticut der Vereinigten Staaten.

## Geographie
Die Stadt ist die nordwestlichste im Bundesstaat Connecticut und grenzt an die Staaten Massachusetts und New York an, ein Tri-State-Marker befindet sich an der nordwestlichen Ecke der Stadt.
Bei der Volkszählung 2020 betrug die Einwohnerzahl von Salisbury und der zugehörigen Orte Lakeville, Taconic, Lime Rock und Amesville insgesamt 4194.

## Geschichte
Salisbury wurde 1741 gegründet und nach der englischen Stadt Salisbury benannt. Der Historiker Ed Kirby berichtet, dass 1728 im späteren Salisbury Eisenerz entdeckt wurde. 1731 entdeckten John Pell und Ezekiel Ashley das große Eisenvorkommen am Old Hill (später Ore Hill). Von der Zeit vor der amerikanischen Revolution bis etwa 1920 war Salisbury der Sitz einer bedeutenden Stahlindustrie.
Die Central New England Railway (CNE) eröffnete 1871 eine Bahnstrecke von Hartford nach State Line, die über Salisbury führte. Die New Haven Railroad übernahm die CNE 1927 und stellte den Personentransport auf der früheren CNE-Strecke 1932 ein. Für den Güterverkehr wurde sie zwischen Canaan, Salisbury und Lakeville bis 1965 genutzt.

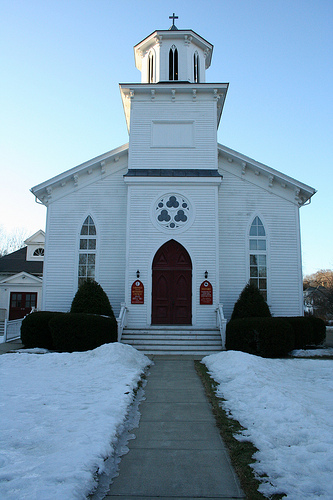
Lakeville United Methodist Church

Salisbury ist auch Sitz der ältesten Methodistenkirche in Neuengland, der Lakeville United Methodist Church, errichtet 1789.